# NA-2121
La NA-2121 comunica con la NA-178 Uscarrés e Iciz.

## Recorrido
| Denominación | Kilómetro | Salida               | Carretera            | Dirección                  |
| ------------ | --------- | -------------------- | -------------------- | -------------------------- |
| NA-2121      | 0         |                      | NA-178               | Lumbier Ochagavía Pamplona |
| NA-2121      | 0         | Travesía de Uscarrés | Travesía de Uscarrés | Travesía de Uscarrés       |
| NA-2121      | 1         | Travesía de Iciz     | Travesía de Iciz     | Travesía de Iciz           |

- Datos: Q12264067